# Fiat 501
Fiat 501 – samochód produkowany przez włoski koncern Fiat w latach 1919–1926. Model 501 to pierwszy samochód Fiata produkowany po I wojnie światowej. W roku 1921 pojawiły się wersje sportowe modelu: S i SS. Wyprodukowano 47600 sztuk Fiata 501.

## Silniki
| Model  | Lata    | Silnik | Pojemność | Moc   | Układ zasilania   |
| ------ | ------- | ------ | --------- | ----- | ----------------- |
| 501    | 1919-26 | R4 SV  | 1460 cm³  | 23 hp | pojedynczy gaźnik |
| 501 S  | 1921-26 | R4 SV  | 1460 cm³  | 27 hp | pojedynczy gaźnik |
| 501 SS | 1921-26 | R4 SV  | 1460 cm³  | 30 hp | pojedynczy gaźnik |